# Wafa Sultan
Wafa Sultan (en árabe وفاء سلطان, nacida en 1958 en Baniyas, Siria) es una psiquiatra, crítica del Islam autora siria. Sultan se formó como psiquiatra en Siria y actualmente posee la ciudadanía estadounidense.

## Biografía
Sultan nació en el seno de una familia musulmana alauita en Baniyas, Siria. Actualmente reside en Los Ángeles, California. Emigró a los Estados Unidos en 1989 y ahora es una ciudadana naturalizada. Sultan se hizo conocida desde el 11 de septiembre de 2001 por su participación en los debates políticos sobre Oriente Medio, con ensayos ampliamente distribuidos y algunas apariciones en la televisión Al Jazeera y CNN. 
El 21 de febrero de 2006 formó parte en un debate del programa La dirección opuesta emitido por Al Jazeera. Habló desde Los Ángeles, en un duro enfrentamiento verbal con el conductor del programa, Faisal al-Qassem, y con Ibrahim Al-Khouli sobre la teoría del choque de civilizaciones de Samuel P. Huntington. Los seis minutos de vídeo fueron subtitulados y ampliamente distribuidos por MEMRI y por medio de correo electrónico, El The New York Times estima que el vídeo se ha visto al menos un millón de veces. En este vídeo criticó el tratamiento de los musulmanes hacia los no-musulmanes, y por no reconocer los logros de los judíos y otros miembros de las sociedades no musulmanas en el aprovechamiento y uso de sus riquezas y la tecnología. 
Sultan actualmente está trabajando en un libro llamado El prisionero escapado: cuando Dios es un monstruo.

## Analista política
Sultan describe en su tesis que "el Islam pierde en una batalla entre la modernidad y la barbarie". Ha recibido amenazas telefónicas, pero también elogios de los reformistas. Entre sus comentarios, señaló que "ningún judío se explotó a sí mismo en un restaurante alemán".
Sultan considera que "El problema con el Islam está profundamente arraigado en sus enseñanzas. El Islam no es sólo una religión. Islam es también una ideología política que predica la violencia y aplica su programa por la fuerza." En un debate con Ahmad bin Muhammad, dijo: "Fueron estas enseñanzas las que desquiciaron a ese terrorista y mataron su humanidad".
Sultan declaró que se sintió conmocionada por las atrocidades cometidas en 1979 por extremistas islámicos de la Hermandad Musulmana contra personas inocentes en Siria, incluyendo el asesinato con ametralladora de su profesor, Yusef al Yusef, un oftalmólogo de fama internacional, en su aula ante sus ojos en la Universidad de Alepo, donde estudiaba medicina. "Dispararon cientos de balas sobre él, gritando, 'Alá es grande! En ese momento, perdí mi confianza en su dios y empecé a cuestionar todas nuestras enseñanzas. Fue el punto de inflexión de mi vida, y me ha llevado a este presente. Tuve que parar. Tuve que buscar otro dios."

## Reconocimientos
En 2006 Wafa Sultan fue nominada en Time Magazine en la lista de las 100 personas más influyentes del mundo "cuyo poder, talento o ejemplo moral está transformando el mundo." "Time" dijo que "la influencia de las corrientes de su voluntad de expresar abiertamente opiniones críticas sobre el extremismo islámico que son ampliamente compartidos, pero rara vez dadas a conocer por otros musulmanes."

### Artículos de Wafa Sultan
- Artículos de Wafa Sultan en Al-Hewaar Al-Mutamaddin (en árabe)

### Opiniones
- Heroes & Pioneers; Wafa Sultan - A Daring Voice Calls For a New Islam Archivado el 25 de junio de 2013 en Wayback Machine. TIME 100: The People Who Shape Our World
- New York Times article

### Opiniones críticas
- "Wafa Sultan: Reformist or Opportunist?"
- "Dr. Wafa Sultan: A Lost Opportunity"
- "Islam's Ann Coulter: The seductive and blinkered belligerence of Wafa Sultan"
- Original script of the interview that was on MEMRI TV
- "How to be a Muslim reformer"
- Islam's refuseniks

- Datos: Q238419
- Multimedia: Wafa Sultan / Q238419